# Засновано на реальних подіях (фільм)
«Засновано на реальних подіях» (фр. D'après une histoire vraie) — французько-бельгійський фільм-трилер 2017 року, поставлений режисером Романом Полянським за однойменним романом Дельфін де Віган з Евою Грін та Еммануель Сеньє в головних ролях. Стрічку було відібрано для показу в позаконкурсній програмі 70-го Каннського міжнародного кінофестивалю .

## Сюжет
Письменниця Дельфіна (Еммануель Сеньє) написала документальний бестселер, присвячений самогубству її матері і який несподівано знайшов відгук у серцях багатьох жінок. У розпалі автограф-сесії до неї вибудовується досить довга черга. Письменниця, втомлена від нескінченної порожньої похвальби, несподівано перериває захід. Але до неї все одно підходить таємнича красуня з яскраво-червоними губами (Ева Грін). Того ж вечора Дельфіна бачить її на святі у видавця. Виявляється, що незнайомку звати Ель («Як Елізабет», — уточнює вона).
Незабаром Дельфіна починає отримувати погрозливі листи. Попутно вона бореться із творчим ступором, тужить за чоловіком, що тиняється по світу заради своєї телепередачі, і за дітьми, у яких у житті тепер зовсім інші інтереси. Скоро Ель, яка заробляє на життя створенням літературних біографій на замовлення відомих людей, знову з'являється на її порозі і, користуючись відсутністю рідних, поступово вживається у світ Дельфіни. Вона виконує роль кращої подруги, асистентки і творчого наставника, що змушує її не повертатися до художньої прози, як хоче сама Дельфіна, а знову сісти за документальну книгу. При цьому Ель з кожним днем стає дедалі злішою, наполегливішою і не відступає від компаньйонки ні на крок.

## У ролях
| • Еммануель Сеньє | … | Дельфіна     |
| • Ева Грін        | … | Ель          |
| • Венсан Перес    | … | Франсуа      |
| • Домінік Пінон   | … | Реймонд      |
| • Деміен Боннар   | … | The perchman |

## Знімальна група
- Автор сценарію — Олів'є Ассаяс, Роман Полянський (за однойменним романом Дельфін де Віган)
- Режисер-постановник — Роман Полянський
- Продюсер — Вассім Беджі
- Оператор — Павел Едельман
- Композитор — Александр Деспла
- Монтаж — Марго Мейньер
- Художник-постановник — Жан Рабасс
- Артдиректор — Сандрін Жаррон
- Звукорежисер — Люсьєн Балібар

## Виробництво
Фільм заснований на однойменному романі французької письменниці Дельфін де Віган, який вийшов 26 серпня 2015 року та був візначений «Премію Ренодо», а також Гонкурівською премією ліцеїстів.
Виробництвом фільму займалися компанії Belga Films Fund, Belga Productions і Wy Productions. Зйомки фільму проходили в листопаді 2016 року в Парижі та в департаменті Ер і Луар (муніципалітети Шапель-Руаяль і Лез-Отель-Вільвійон).
Компанія Mars Distribution займається маркетингом фільму у Франції, Sony Pictures Classics — у США, а компанія Lionsgate буде відповідальна за його продажі в інших країнах по всьому світу.

## Нагороди та номінації
| Список нагород та номінацій              | Список нагород та номінацій | Список нагород та номінацій | Список нагород та номінацій  | Список нагород та номінацій | Список нагород та номінацій |
| Кінопремія                               | Дата церемонії              | Категорія                   | Номінант(и)                  | Результат                   | Дж                          |
| ---------------------------------------- | --------------------------- | --------------------------- | ---------------------------- | --------------------------- | --------------------------- |
| Стокгольмський міжнародний кінофестиваль | 2017                        | Приз ФІПРЕССІ               | Засновано на реальних подіях | Перемога                    | [ 9 ]                       |